# El Combate
El Combate fue un periódico español de ideología republicana y efímera existencia impreso durante los años 1870 y 1872, en dos periodos de publicación.

## Historia
Fundado el 23 de octubre de 1870 por José Paúl y Angulo, bajo el lema "Viva la República Democrática Federal" se comprometió, según los redactores, con la defensa de los derechos del pueblo. En él colaboraron habitualmente Adolfo Joarizti, Fermín Salvochea, Blas Pierrad, Víctor Pruneda y Paul Picardo. También participaron puntualmente en su redacción Ramón de Cala, Francisco Córdova, Federico Carlos Beltrán, Francisco Flores García, Francesc Rispa i Perpinyà y José Guisasola. Contaba con el aval del Federalismo español (Roque Barcia, J.M. Orense, Fernando Garrido, Pi y Margall y Emilio Castelar entre otros)  y el Republicanismo europeo (Henri Rochefort, Giuseppe Mazzini, Oliveira Martins o Félix Pyat entre otros).
Su primera época estuvo comprendida entre el 1 de noviembre y el 25 de diciembre de 1870. Gran parte del contenido en esta época estuvo dirigida a defenderse de los ataques de los  diferentes medios de cualquier vertiente política (orleanistas, alfonsinos o aoistas) y a contraatacar. Sufrió los ataques de la llamada Partida de la porra, una organización violenta cuyo objetivo era defender los intereses del monarca Amadeo de Saboya, atacando y amenazando a los opositores al sistema lo que llevó, según Flores García, a que fuera una práctica común que los redactores de El Combate tuvieran siempre un revólver a mano para defenderse en caso de ataque de esta partida. Además en la Plaza de los Mostenses, donde se ubicaba la sede del diario, contaba con un gran número de ciudadanos armados partidarios del periódico. Este conflicto derivó en un duelo con pistolas y a muerte entre Felipe Ducazcal y Lasheras, miembro de la organización paramilitar y periodista de El Imparcial, y Paul y Angulo en el que finalmente Ducazcal resultó herido en la oreja y Paul creyéndolo muerto abandono el lugar.

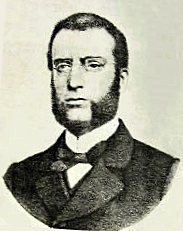
Paul y Angulo, fundador del diario.

Las críticas contra el general Prim fueron frecuentes, incluso se llegó a amenazar de muerte a este en las hojas del periódico. También era blanco de las críticas del diario Nicolás María Rivero.
La segunda época de publicación tuvo lugar entre el 1 de febrero y el 27 de septiembre de 1872, bajo la dirección de Rispa i Perpinyà, en ella se atemperó en cierta medida la radicalidad de la publicación respecto a la primera época. Durante la segunda época la sede del periódico estuvo situada en la calle del León, 27. Su sucesor fue el diario La Lucha.
Según algunos autores se caracterizó por su dura línea editorial, siendo definido como «intransigente», «ultrarradical», «subversivo y demagógico» —según Pedro Gómez Aparicio— y de «carácter militante».